# Verethekau
Verethekau nebo také Veret Hekau (v egyptštině: wr.t-ḥkɜ.w „velká kouzly“) byla staroegyptská bohyně. Byla zosobněním nadpřirozených sil.

## Mytologie
Jako bohyně ochrany se často objevovala na pohřebních předmětech, zejména na zbraních, aby umožnila zemřelým chránit se před nebezpečím podsvětí. Byla také zobrazována na nožích ze slonoviny jako kouzlo na ochranu těhotných a kojících matek.  
Její síla byla jednou z neodmyslitelných vlastností egyptských korun. Jako bohyně korun byla zobrazována jako had nebo jako žena s hadí hlavou. Jako manželka Rea-Horachty je zobrazována se slunečním diskem na hlavě. Weret Hekau byl také epiteton často udělovaný Eset,  Sechmet, Mut, a dalším bohyním.